# Das Kloster zum heiligen Wahnsinn
Das Kloster zum heiligen Wahnsinn (orig.: Entre tinieblas, wörtlich: Inmitten von Finsternissen) ist eine Filmkomödie von Pedro Almodóvar, der auch das Drehbuch schrieb, aus dem Jahr 1983.

## Handlung
Nach dem Drogentod ihres Freundes sucht die ebenfalls drogenabhängige Nachtclubsängerin Yolanda Zuflucht in einem Kloster. Die wenigen Nonnen dieses Klosters haben es sich zur Aufgabe gemacht, sich um sogenannte „gefallenen Mädchen“ zu kümmern, führen jedoch seltsame Namen und legen ein sehr eigenwilliges Verhalten an den Tag: Schwester Straßenratte schreibt unter einem Pseudonym Schundromane mit Titeln wie „Sündiges Fleisch und wilde Nächte“, Schwester Chaos hält den ausgewachsenen Tiger „Eros“ als Haustier, Schwester Kot gibt ihre LSD-Trips als himmlische Visionen aus und schläft auf einem Nagelbett, und eine weitere Schwester näht der heiligen Jungfrau ständig neue Kleider und ist in den kettenrauchenden Kaplan verliebt, der ihr zuliebe das Nähen erlernt. Die Mutter Oberin hat ein skurriles Glaubensverständnis entwickelt. Sie ist nicht nur drogenabhängig, sondern auch lesbisch und Yolanda, die bei ihrer Ankunft von ihr wie eine Erlöserin begrüßt wird, auf den ersten Blick rettungslos verfallen.
Das Kloster befindet sich in finanzieller Bedrängnis, seit der Marquis, ein früherer Förderer, dessen Tochter im Kloster Zuflucht gefunden hatte, verstorben ist und seine geizige Witwe die Zahlungen eingestellt hat. Es finden sich außerdem kaum noch „gefallene Mädchen“, die sich „retten“ lassen wollen und nur noch höchstens für eine Nacht Zuflucht suchen. Die Mutter Oberin verspricht sich von der von ihr begehrten Yolanda neue Möglichkeiten und gewährt ihr Bleibe im ehemaligen Zimmer der mittlerweile in Afrika verschollenen Tochter des Marquis. Durch einen Brief, den die Oberin der Marquesa in erpresserischer Absicht verkaufen will, weil er Auskunft über das Schicksal der Tochter gibt, sowie durch geplante Drogentransporte im Auftrag externer Dealer will sie zusätzliche Einkünfte erzielen.
Während der Feierlichkeiten zum Namenstag der Mutter Oberin, zu der auch die Äbtissin des Mutterhauses eingeladen ist, singt Yolanda zu Ehren der Oberin in höchst erotischen Posen, lässt zugleich aber durchblicken, dass sie das Begehren der Oberin kalt lässt. Sie übergibt der Marquesa den aus dem Zimmer der Oberin entwendeten Brief, welcher den Tod der Tochter meldet, und verlässt heimlich das Kloster. Die Äbtissin, die über die Zustände im Kloster entsetzt ist, löst dieses auf. Die Schwestern gehen in die Mission, in ein anderes Kloster oder zurück in ein weltliches Leben. Die Mutter Oberin, die beabsichtigte, nach ihrer Drogenkurierfahrt nach Thailand einen neuen Orden zu gründen, bricht weinend zusammen, als sie sieht, dass Yolanda gegangen ist.

## Rezeption
Für den katholischen Filmdienst ist Das Kloster zum heiligen Wahnsinn  eine „überaus langweilige frühe Komödie von Pedro Almodovar, die ihre konfuse Geschichte als eine Aneinanderreihung von platten Witzen und Geschmacklosigkeiten“ präsentiere, „dabei aber weder die Provokanz noch die inszenatorischen Qualitäten seiner späteren Filme“ erreiche.
Die Fernsehzeitschrift prisma bezeichnet den Film als „derbe Farce“, der „nicht gerade geschmackssicher, aber genau deshalb ungemein unterhaltsam“ sei.
Der Kunsthistoriker und Medienwissenschaftler Ulrich Blanché schreibt: „In erster Linie deckt der Film die Abhängigkeitsverhältnisse und Verstrickungen der sechs Protagonistinnen auf. Die spanische Produktion hat viele melodramatische Momente und ist zugleich enorm unterhaltsam. Der Blick der Kamera ist fast dokumentarisch distanziert. Almodóvar will in erster Linie gar nicht die kirchliche Doppelmoral aufzeigen, es geht ihm vielmehr um menschliche Abhängigkeiten im Allgemeinen. Er zeigt die Frauen nicht zynisch und böse, sondern immer menschlich irrend [...] mit all ihren schönen, erschreckenden und komischen Seiten, ohne sie moralisch wertend bloßzustellen.“

## Auszeichnungen
Julieta Serrano gewann 1984 für ihre Rolle als Mutter Oberin den Sant Jordi Award als beste spanische Hauptdarstellerin und war im selben Jahr als beste Hauptdarstellerin für den Fotogramas de Plata nominiert. Sie spielt in Almodóvars späterem Film „Frauen am Rande des Nervenzusammenbruchs“ die Lucía.

## Hintergrund
Der Film wurde in Madrid gedreht. Almodóvar und sein Bruder Agustín treten in kleineren Nebenrollen auf.